# Lista de senhores da Honra de Farelães
Este anexo é composto por uma lista de Senhores da Honra de Farelães
- Paio Correia, "o Alvarazento" (1250 -?)
- Afonso Correia (1300 -?)
- Fernando Afonso Correia (1320 -?), senhor da Honra de Farelães
- Gonçalo Correia (1370 -?), senhor da Honra de Farelães
- Francisco Correia de Lacerda
- Gonçalo Correia (1410 -?), senhor da Honra de Farelães
- Diogo Correia (1440 -?), senhor da Honra de Farelães
- Belchior Correia, senhor da Honra de Farelães
- António Correia Pereira (1500 -?), senhor da Honra de Farelães
- António Correia de Lacerda (1570 -?), 8.º senhor da Honra de Farelães
- Manuel Correia de Lacerda (1620 -?), senhor da honra de Farelães.